# Jób (keresztnév)
A Jób a héber eredetű Hijjob névből származik, ami egy ősi szemita névből ered, aminek a jelentése bizonytalan, talán hol az apa?

## Gyakorisága
Az 1990-es években szórványos név, a 2000-es években nem szerepel a 100 leggyakoribb férfinév között.

## Névnapok
- május 10.[2]

## Híres Jóbok
- Jób, bibliai személy
- Jób, esztergomi érsek (1200 körül, lásd még: esztergomi érsekek listája)

## Hasonló nevűek
- Joáb(wd), Zeruja fia: bibliai szereplő, Dávid király unokaöccse, hadvezére